# فرنسيس بلاند تاكر
فرنسيس بلاند تاكر (بالإنجليزية: Francis Bland Tucker)‏ هو كاهن أنجليكاني أمريكي، ولد في 1895، وتوفي في 1984.

## وصلات خارجية
- فرنسيس بلاند تاكر على موقع ميوزك برينز (الإنجليزية)